# Mikros Image
Mikros Image é uma empresa francesa especializada na criação de efeitos especiais, pós-produção e animação digital.
Presente em Paris, Londres, Bruxelas, Liége e Montreal, a empresa foi adquirida pela Technicolor em 2015 , membra do sindicato V2F.

## Filmes

### Mikros Image Montreal

#### Serviços de animação
- Go West! A Lucky Luke Adventure (2007) (pós-produção)
- Logorama (2009)
- Oggy and the Cockroaches: The Movie (2013) (pós-produção)
- Mune, O Guardião da Lua (2014)
- O Pequeno Príncipe (2015)
- Saara (2017)
- As Aventuras do Capitão Cueca - O Filme (2017)[4]
- Sargento Stubby (2018)[5]
- Bob Esponja: O Incrível Resgate (2020)[6]
- Patrulha Canina: O Filme (2021)[7]

#### Efeitos especiais
- O Que Te Faz Mais Forte (2017)
- A Raposa Má (2017)

### Mikros Image Europe

#### Serviços de animação
- Asterix e O Domínio dos Deuses (2014)
- Gnomeu e Julieta: O Mistério do Jardim (2018)[8]
- Asterix e O Segredo da Poção Mágica (2018)[9]
- Ozi (2022)
- The Tiger's Apprentice (2023)

#### Efeitos especiais
- O Último Portal (1999)
- The Crimson Rivers (2000)
- Oceanos (2009)
- Imortais (2011)
- Valerian e a Cidade dos Mil Planetas (2017)